# Cao Shuang
Cao Shuang (? - 10 janvier 249) est le fils aîné de Cao Zhen. Juste avant la mort de Cao Rui, il est nommé par ce dernier Régent-Maréchal — titre qu’il partage avec Sima Yi — et administrateur de la Cour impériale des Wei. Après la mort de Cao Rui, il s’empare du pouvoir militaire suprême en faisant de Sima Yi, par l’entremise de Cao Fang, un officier civil. 
Cao Shuang tombe ensuite dans la luxure et la dépravation. Il tente d’envahir le Royaume de Shu en l’an 244, mais est défait par les plans de Fei Yi. Plus tard, en l’an 249, il quitte la capitale, accompagné de Cao Fang, pour visiter la tombe de Cao Rui. Il est alors victime d’un coup d’État orchestré par Sima Yi. Contraint de remettre ses pouvoirs à celui-ci, il est mis à mort par l'ancien stratège après avoir été soupçonné de conspiration.